# 诺斯波特 (阿拉巴马州)
诺斯波特（英文：Northport），是美国阿拉巴马州下属的一座城市。面积约为16.75平方英里（约合43.39平方公里）。根据2010年美国人口普查，该市有人口23,330人，人口密度为1,392.67/平方英里（约合537.68/平方公里）。